# Васильевка (Костромская область)
Васильевка — деревня в Антроповском муниципальном районе Костромской области. Входит в состав Котельниковского сельского поселения

## География
Находится в центральной части Костромской области на расстоянии приблизительно 34 км на юг по прямой от поселка Антропово, административного центра района.

## История
В XIX — начале XX века деревня входила в состав Макарьевского уезда Костромской губернии. В 1872 году здесь было учтено 10 дворов, в 1907 году —17.

## Население
Постоянное население составляло 37 человек (1872 год), 94 (1897), 112 (1907), 1 в 2002 году (русские 100 %), 0 в 2022.